# کوندابونگ، نیو ساوت ولز

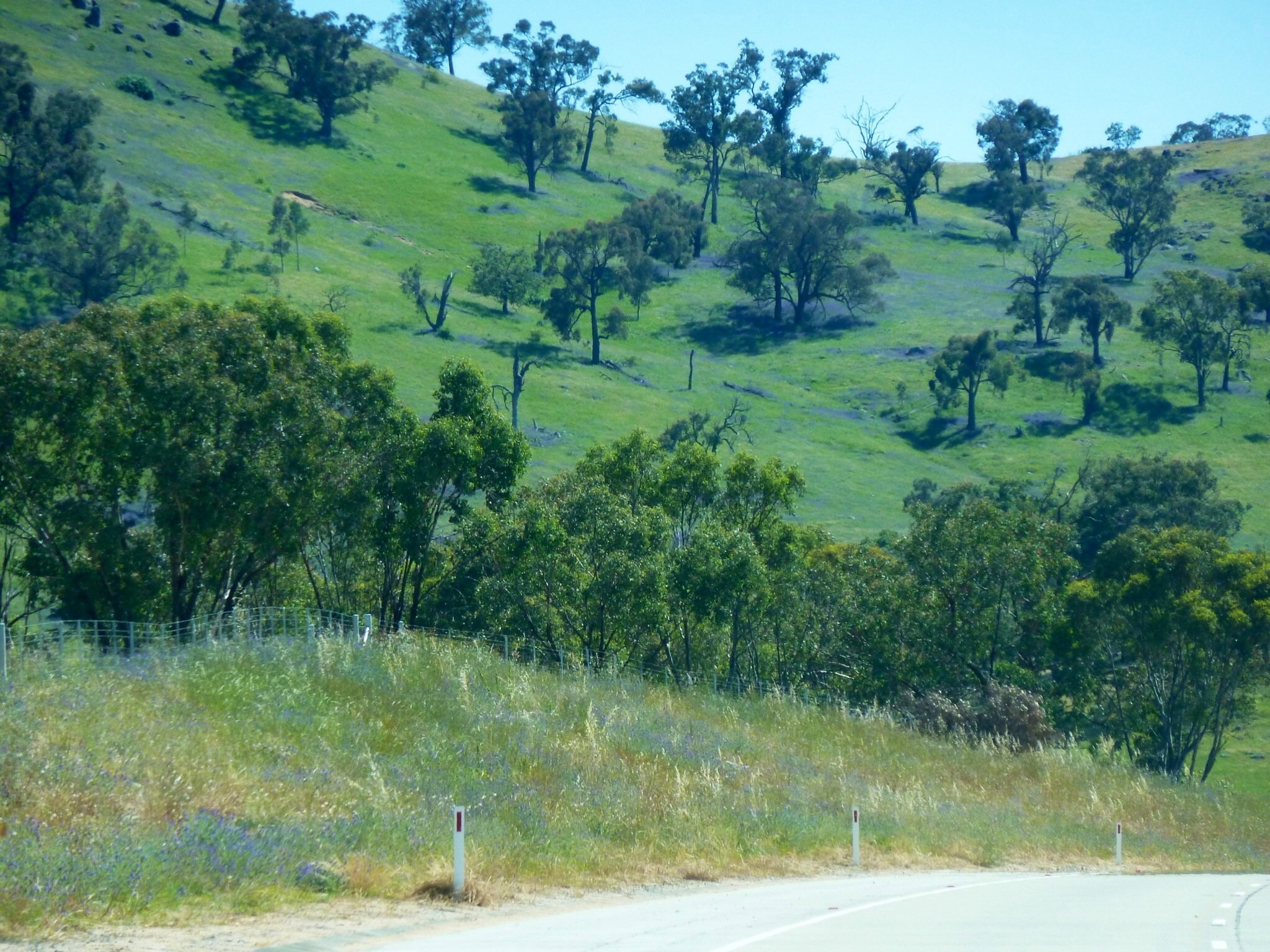
نگاره‌ای از منطقهٔ جنگلی و کوهستانی در شهرک کوندابونگ، استرالیا.

کوندابونگ (به انگلیسی: Kundabung) یک شهرک در استرالیا است که در نیو ساوت ولز واقع شده‌است.